# Alcoa (Tennessee)
Alcoa é uma cidade localizada no estado norte-americano de Tennessee, no Condado de Blount.

## Demografia
Segundo o censo norte-americano de 2000, a sua população era de 7734 habitantes.
Em 2006, foi estimada uma população de 8463, um aumento de 729 (9.4%).

## Geografia
De acordo com o United States Census Bureau tem uma área de
38,2 km², dos quais 35,7 km² cobertos por terra e 2,5 km² cobertos por água.

## Localidades na vizinhança
O diagrama seguinte representa as localidades num raio de 16 km ao redor de Alcoa.